# Rhinoeupelmus
Rhinoeupelmus is een geslacht van vliesvleugeligen uit de familie Eupelmidae. De wetenschappelijke naam van dit geslacht is voor het eerst geldig gepubliceerd in 1995 door Gibson.

## Soorten
Het geslacht Rhinoeupelmus is monotypisch en omvat slechts de volgende soort:
- Rhinoeupelmus fuscipennis (Ashmead, 1904)